# Ernesto Neto

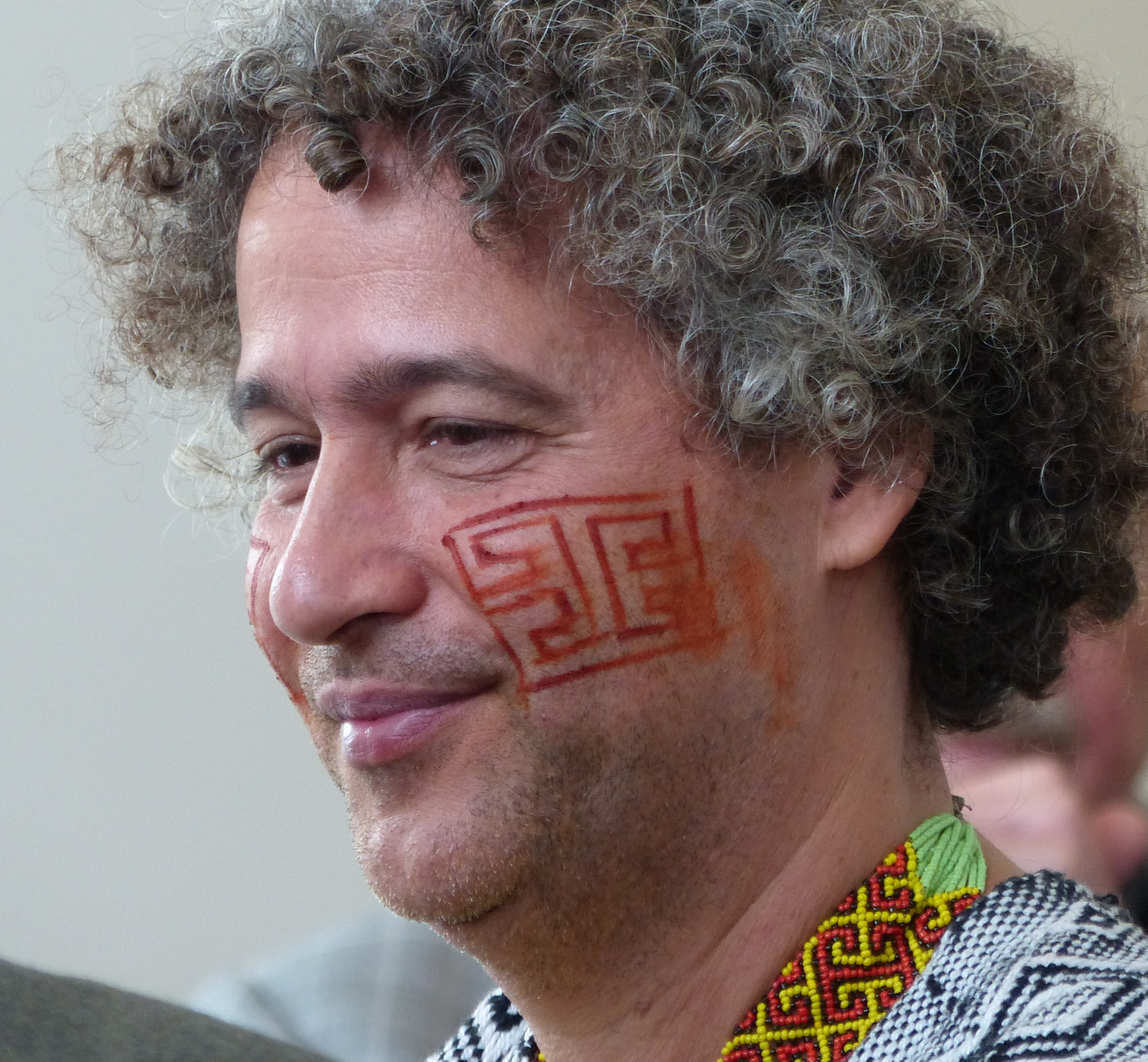
Ernesto Neto, 2014

Ernesto Saboia de Albuquerque Neto (* 1964 in Rio de Janeiro, Brasilien) ist ein brasilianischer bildender Künstler, der durch raumgreifende Skulpturen aus Stoff international bekannt wurde.

## Leben
Der Vater Netos war Bauingenieur, seine Mutter Landschaftsarchitektin. Nach Ansätzen, Ingenieurwissenschaften und Astronomie zu studieren, begann Ernesto Neto das Studium in einer Bildhauerklasse der renommierten Escola de Artes Visuais do Parque Lage.
Neto lebt und arbeitet in Rio de Janeiro.

## Werk

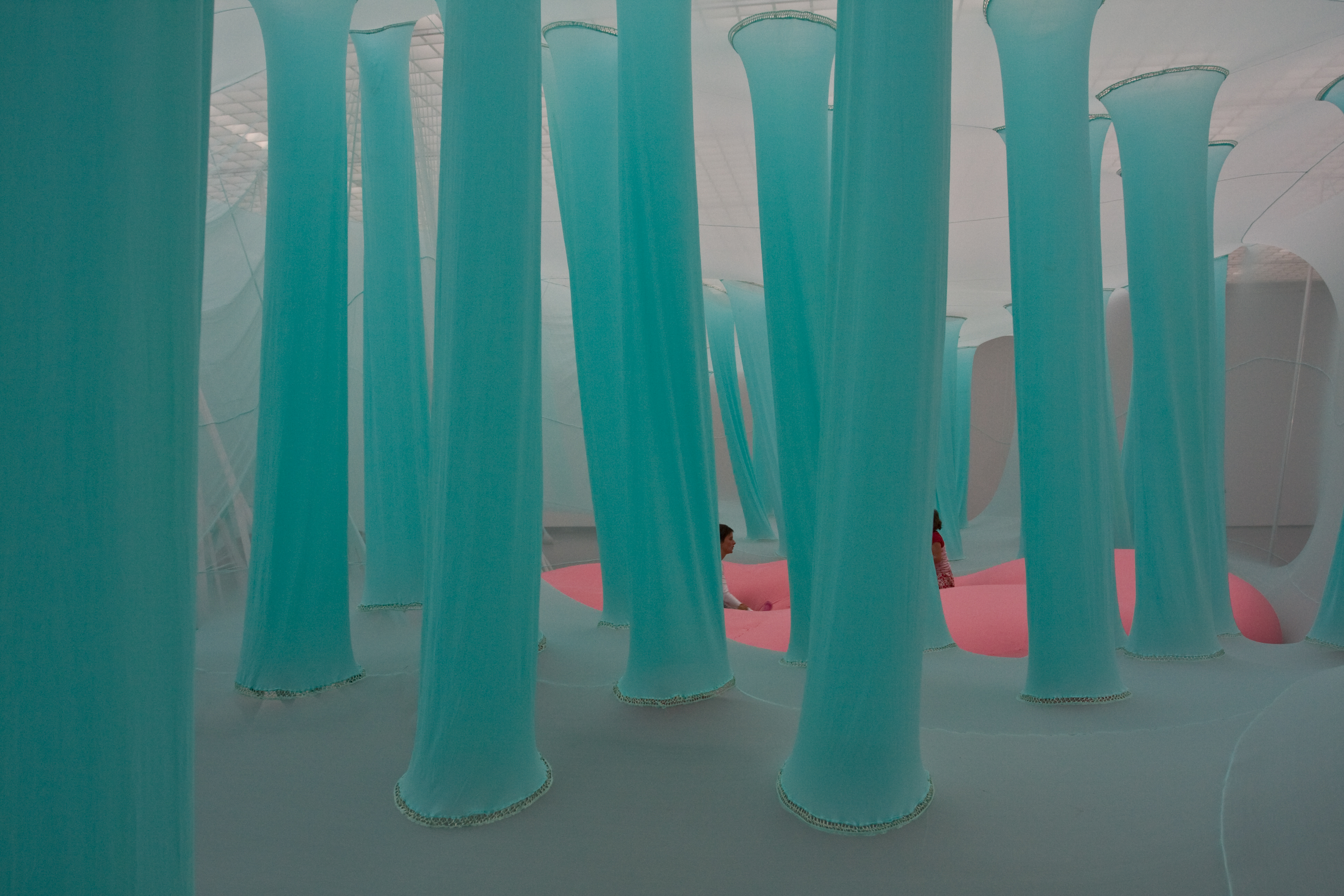
Ernesto Neto: Célula Nave, 2004
Museum Boijmans Van Beuningen, Rotterdam

Ein großer Teil der Werke Ernesto Netos besteht aus raumgreifend biomorphen Gebilden, die aus seinem Arbeitszusammenhang kommend, für einen bestimmten Ausstellungsort umgesetzt werden. Oft sind sie als Räume aus Textilien angelegt, in die Besucher sich hineinbegeben können. Neto verwendet dafür elastische Gewebe wie Tüll aus Nylon oder Lycra. Meist werden die textilen Körper, Räume und Höhlen durch Ballast von einer Deckenebene nach unten aufgespannt. Als Ballast dienen Gewürze, die ihren Duft verströmen, oder Sand und Reis, aber auch Glasperlen, Kunststoffe und Formen aus Gips.
Die teils transparenten textilen Räume transformieren und überspielen die umgebende konventionelle Architektur. Die damit entstehende sinnliche Welt vermittelt das Gefühl, sich in einem Körperinneren zu befinden, dessen Häute Wärme und Geborgenheit vermitteln. Sie spricht nicht nur das Sehen, sondern auch das Hören, den Tastsinn und das Riechen an. Die Architektur der Ausstellungsräume wird so verwandelt, dass die Interaktion zwischen den Benutzern gefördert und verändert wird. Neto zielt auf eine Kunst, die Menschen vereint und ihnen hilft, mit anderen zu interagieren. Sie soll Grenzen nicht als Hindernisse zeigen, sondern als Ort der Empfindungen, des Austausches und der Kontinuität. Die spielerisch wirkenden und spielerisch benutzbaren Räume sind präzise kalkuliert, einschließlich der Festigkeit des Stoffes, der Gewichte und Gegengewichte und der Zugkräfte.
Eine weitere Werkgruppe sind die Humanóides, Skulpturen aus Lycra, gefüllt mit Gewürzen und Styroporpellets, die von Ausstellungsbesuchern angezogen werden können. Sie umhüllen und ergänzen den menschlichen Körper so durch Massen, dass Bewegung neu erfahren wird.
Ergänzend dazu entstehen weniger textilbetonte Werke. Teil der Ausstellung The Edges of the World in der Hayward Gallery im Jahr 2010 war eine benutzbare Badeskulptur als Aussenskulptur.
Die organisch weichen Formen der Arbeiten Netos regen dazu an, sie als autonome, poetische und humorvolle Organismen zu entdecken. Dennoch bezieht er sich auf klassischen Fragen der Bildhauerei: Raum, Körper, Schwerkraft, Masse und Licht.
Bei großer Besucherzahl müssen die Werke betreut und repariert werden.

### Anthropodino
Anthropodino könnte eine psychedelische Fantasie der biomorphen Werke von Miró und Gaudí sein. Neto bezieht sich damit jedoch ebenso auf brasilianische Vorgänger wie Lygia Clark und Hélio Oiticica. Die Skulptur entsteht aus zwei verbundenen Ebenen:
Vom Boden erhebt sich ein Skelett aus knochenähnlich zugeschnittenen Sperrholzformteilen, wie ein dreidimensionales Puzzle ohne Schrauben oder Kleber. Es bildet, zeltartig mit durchsichtig blass-gelbem Stoff überspannt, einen zentralen Raum, zu dem die Zuschauer durch ebenso über Holzrippen gezogene blau-rosafarbene Stofftunnel gelangen. Nach Abgabe der Schuhe sinken sie zur Entspannung in eine lilafarbene Kissenlandschaft oder lassen sich in ein mit Kugeln gefülltes Becken fallen.
Über der an den Boden gebundenen Architektur schwebt ein Baldachin aus weißem Stoff, aus dem Geweberöhren zur unteren Haut der Struktur verbinden. Andere Stoffröhren hängen wie lange, an den Enden gefüllte Strümpfe im Raum. Die Füllung aus gemahlenen Gewürzen wie Kurkuma, Nelken, Ingwer, schwarzer Pfeffer und Kreuzkümmel verbreitet ein Aroma, das in einer kindlich-erotischen Dimension an die Küche der „Großen Mutter“ erinnert, während der durchsichtige Stoff erotische Phantasien über Nylonstrümpfe in den Sinn ruft.

## Ausstellungen
Ernesto Neto stellte seit 1988 in Brasilien aus und wurde ab 1995 mit Einzelausstellungen im Ausland bekannt. Gemeinsam mit Vik Muniz vertrat er Brasilien im nationalen Pavillon auf der Biennale von Venedig 2001 und in der internationalen Gruppenausstellung Arsenale.
- 2002: Directions – Ernesto Neto, Hirshhorn Museum and Sculpture Garden, Washington DC[10]
- 2002: Ernesto Neto, Kunsthalle Basel[5]
- 2005: Tropicália: A Revolution in Brazilian Culture, Museum of Contemporary Art, Chicago (Beteiligung)[11]
- 2005: Tractatus IDeuses, Sigmund Freud Museum, Wien[12]
- 2006: Leviathan Thot, Panthéon (Paris)[13][14]
- 2006: Globiobabel nudelioname landmoonaia, Daros Latinamerica Collection, Zürich[15][16]
- 2009: Anthropodino, begehbare Skulptur in der Wade Thompson Drill Hall, Park Avenue Armory, New York[3][17]
- 2010: The Edges of the World, Hayward Gallery London[2]
- 2010: Navedenga, Museum of Modern Art (MoMA), New York.[18]
- 2012: O Bicho Suspenso na Paisajem, Faena Arts Center, Buenos Aires[19]
- 2014/2015:  Ernesto Neto, Arp Museum Bahnhof Rolandseck, Remagen[20]
- 2015:  Ernesto Neto, Kunsthalle Krems, Niederösterreich
- 2018: GaiaMotherTree, eine Ausstellung der Fondation Beyeler in der Bahnhofshalle Zürich Hauptbahnhof[21]
- 2019: Ernesto Neto, Museum der bildenden Künste Leipzig
- 2025: Ernesto Neto, Le La Serpent Le Bon Marché Paris

## Ehrungen
Nach der Ausstellung Leviathan Thot im Panthéon Paris im Jahr 2006 wurde Neto zum Ritter des Ordre des Arts et des Lettres ernannt.